# 大蔵広隅
大蔵 広隅（おおくら の ひろすみ）は、飛鳥時代の人物。姓は直。大蔵氏の祖。

## 経歴
天武天皇元年（672年）壬申の乱が勃発した際、広隅は近江国大津京にいたらしい。大津京にいた高市皇子は、父の大海人皇子の挙兵を知って京を脱出し、6月25日に鹿深を越えて積殖山口で大海人皇子の一行に合流した。このとき高市皇子に従っていたのが、民大火、赤染徳足、広隅、坂上国麻呂、古市黒麻呂、竹田大徳、胆香瓦安倍であった。鹿深は近江国甲賀郡のあたりである。積殖山口の推定地は後の伊賀国阿拝郡柘植郷（現在の伊賀市柘植）で、当時は伊勢国に属した。広隅のその後の行動については記録がない。